# Thomas Selfridge
Thomas Etholen Selfridge, född 8 februari 1882 i San Francisco, död 17 september 1908 i Fort Myer, var en amerikansk militär (löjtnant) och den första person i världen som avlidit efter ett haveri med ett motordrivet flygplan.
Selfridge utexaminerades tillsammans med Douglas MacArthur från militärhögskolan i West Point 1903. Han placerades vid den aeronautiska avdelningen vid US Army signal corps vid Fort Myer Virginia. Där var han en av de tre piloter som utbildades på arméns första luftskepp Dirigible Nr 1, som köpts från Thomas Scott Baldwin i juli 1908. Han var även statens representant och sekreterare i Alexander Graham Bells utvecklingsgrupp för flygforskning Aerial Experiment Association (AEA).
Han flög första gången 6 december 1907 i Nova Scotia Kanada med Bells Cygnet där han nådde 51 meter över marken. Flygturen varade 7 minuter. Han fick även prova Frederick W. Baldwins farkost, som han flög ca 30 meter på en halv meters höjd.
Som konstruktör skapade han flygplanet Red Wing som blev Aerial Experiment Associations första motordrivna flygplan. Första flygningen med flygplanet genomfördes av piloten Frederick W. Baldwin från isen på Keuka Lake 12 mars 1908. Vid landningen förstördes flygplanet. Efter reparationer flög flygplanet ytterligare en gång 17 mars 1908, men denna gång totalförstördes farkosten.
I augusti 1908 genomgick han tillsammans med löjtnanterna Frank P. Lahm och Benjamin Foulois en utbildning i framförandet av luftskepp. Farkosten som var inköpt av US Army under juli månad 1908 skulle flygas från Fort Omaha i Nebraska till utställningen Missouri State Fair i Saint Joseph i Missouri med Foulois och Selfridge som piloter. Men samtidigt som utställningen varade var det meningen att Orville Wright skulle demonstrera och genomföra flygprov med Flyer IV vid Fort Myer i Virginia. Selfridge som var mer intresserad av flygplan än luftskepp ansökte om att få slippa flygningen med luftskeppet för att istället åka till Fort Myer för att beskåda Wrights flygning. Hans ansökan beviljades.

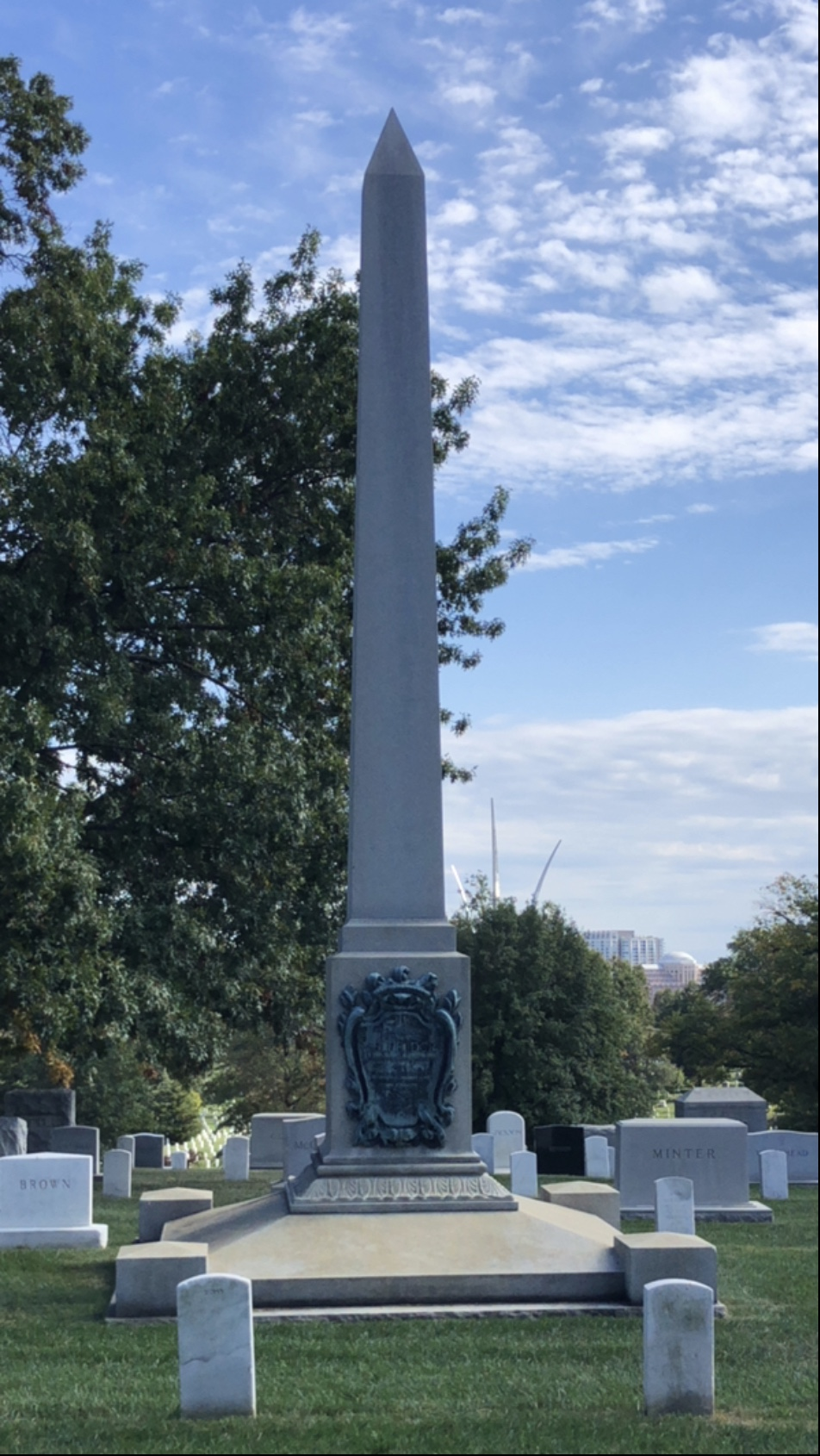

När Wright kom till Fort Myer bad Selfridge att få följa med som passagerare under flygning. Med Orville Wright som pilot startade 17 september 1908 en flygning. Man cirklade runt Fort Myer fyra och ett halvt varv på cirka 45 meters höjd. Halvvägs under det femte varvet brast högra propellern och man tappade dragkraft. Flygplanet vibrerade och propellerbladet träffade en stagvajer som bar upp höjdrodret, och flygplanet riktade nosen mot marken. Wright lyckades stänga av motorn och glidflyga cirka 23 meter innan flygplanet slog i marken med nosen först.
När flygplanet träffade marken kastades både Wright och Selfridge mot flygplanets återstående vajrar. Selfridge träffade en av träbalkarna med huvudet. Han fördes från haveriplatsen till förläggningens sjukstuga, där han senare avled utan att han återfått medvetandet. Orvilles skador var allvarliga men ej livshotande, ett flertal brutna revben. Han tillbringade 7 veckor på sjukhus.
Selfridge begravdes på Arlingtonkyrkogården.